# Serbariu
Serbariu è un ex comune italiano, dal 1937 frazione del comune di Carbonia.
Consiste in un'antica borgata agro-pastorale, ora completamente inglobata a Carbonia (di cui può essere considerata il nucleo originario) prima con i rioni, detti "palazzoni di Serbariu", poi con quello recente di Santa Caterina, costituendo di fatto un quartiere della periferia sud-est della stessa città. 

## Origini del nome
Secondo una delle teorie sull'origine del toponimo, la sua denominazione deriverebbe dal sardo s'erba de s'arrìu, che significa "l'erba del rio"; mentre secondo altri sarebbe più attendibile la derivazione dal sardo serba arrìu o serba rìu, che vuol dire "preservata o salvata dal rio", ed indicherebbe un luogo riparato dalle esondazioni del vicino riu Santu Milanu ("rio San Gemiliano"), che era denominato nelle carte catastali dell'Ottocento riu Bau Baccas ("rio Guado delle Vacche").

## Storia
Diverse civiltà preistoriche (partendo dal Neolitico medio fino all'Età del ferro) sono documentate nel territorio di questa antica borgata con il ritrovamento di reperti archeologici in numerose grotte e siti della sua zona, come la grotta di Serbariu, e nelle vicinanze la necropoli a domus de janas di Cannas di Sotto, gli insediamenti del poliambulantorio – valle rio Cannas e la grotta A.C.A.I. – valle Rio Cannas. Del periodo nuragico è attestata la presenza di questa civiltà in diversi siti, tra i quali si ricordano il nuraghe Paristeris, il nuraghe di Medau Su Conti, il nuraghe Mianu.
Della successiva civiltà fenicia e punica è documentata la presenza in diversi siti del suo territorio, in particolare lungo l'antica strada parallela alla valle del rio Santu Milanu (San Gemiliano). La presenza della dominazione di Roma risulta documentata lungo la valle del Rio Cannas in siti minori, con reperti ritrovati in alcune tombe e in luoghi abitati, costituite da ville in campagna.
Il periodo giudicale risulta documentato da fonti storiche che citano questa località come Villa (o Bidda) de Serbariu; durante il periodo del dominio pisano, e in quello successivo aragonese e spagnolo, il territorio di Serbariu venne abbandonato a causa delle frequenti incursioni barbaresche provenienti dalle vicine coste sulcitane, come nella maggior parte dei comuni del Sulcis.

### Costituzione del Comune
Nel periodo di dominazione sabauda, il territorio di Serbariu registra il ripopolamento con l'insediamento di famiglie iglesienti e pastori, in genere barbaricini; ma, soprattutto, con la costituzione del comune di Serbariu (staccatosi nel 1853 da Villamassargia, di cui era stata frazione con quasi tutti gli attuali comuni del Sulcis), precedentemente boddeu (insieme di furriadroxiu). Con la legge n. 1584 dell’11 luglio 1853, in seguito all’approvazione del Senato e della Camera dei Deputati, il Re Vittorio Emanuele II decreta la costituzione del Comune di Serbariu con le borgate e i territori di Serbariu, Flumentepidu, Sirai, Santa Giuliana, Sirri, Barbusi, Su Strintu de S’Axina, Acquas Callentis, Cuccuru Suergius, Cannas, Coderra, Garamatta e altri casali (medaus), casolari (furriadroxius) e case (domus).

### Attività Minerarie
Con la concessione di permessi di ricerca mineraria: Caput Aquas, Barbusi, Sirai, Schisòrgiu e Nuraxeddu si ha una certa vitalità e vivacità economica nella zona di Serbariu. Infatti, tra la fine dell'Ottocento fino alla seconda metà del Novecento si registra una forte dinamicità economica in questo territorio dovuto alla scoperta di diversi giacimenti carboniferi (come quello rilevante di Nuraxeddu - Serbariu) che diede un grande impulso alle attività minerarie, soprattutto negli anni del regime fascista durante il periodo dell'autarchia, tanto da rendersi necessario non solo lo sviluppo di numerosi e importanti impianti estrattivi e produttivi, ma anche la costruzione di una nuova città mineraria, come Carbonia, che soppresse il comune di Serbariu il 5 novembre 1937 che fu inglobato in quello di Carbonia, così lo status di comune autonomo si mantenne sino alla fondazione di Carbonia che ne acquisì tutto il suo territorio, avente una superficie totale comunale 103,25 km² fino al 1937.
La grande miniera di Serbariu, distante circa due chilometri dal nucleo abitativo e così denominata prima della fondazione stessa di Carbonia, ora è museo di archeologia industriale e continua a mantenere tutt'oggi  Serbariu nel suo nome.
Dell'antica borgata di Serbariu non è rimasto quasi più nulla: le vecchie case, tipiche della tradizione rurale, sono state sostituite da abitazioni in stile moderno, benché in questi ultimi anni vi sia un tentativo di recupero delle vecchie tradizioni popolari e agro-pastorali dell'antico borgo.
Serbariu fu in passato delegazione municipale di Carbonia con servizi comunali decentrati, per poi diventare sede di circoscrizione municipale urbana (con Presidente e Consiglio Circoscrizionale) con poteri autonomi limitati. Tale organismo rappresentativo e istituzionale ha cessato la sua esistenza nel 2011 in seguito all'abrogazione di questi enti nei comuni sotto i 100.000 abitanti. All'interno dell'abitato si trova l'attuale chiesa parrocchiale dedicata a san Narciso, eretta in luogo di quella ottocentesca.

## Società

### Evoluzione demografica
Nell'VIII censimento generale del 1936, pochi mesi prima della sua soppressione il Comune di Serbariu aveva una popolazione residente totale di 2.814 abitanti, così ripartiti secondo le frazioni, i centri abitati, le località e le case sparse:
| Comune, Frazione, Centro abitato | popolazione totale | dei centri abitati | delle case sparse |
| -------------------------------- | ------------------ | ------------------ | ----------------- |
| Serbariu                         | 2.814              | 921                | 1.893             |
| Serbariu                         | 1.776              | 572                | 1.204             |
| Serbariu                         |                    | 427                |                   |
| Sirri                            |                    | 145                |                   |
| Barbusi                          | 1.038              | 349                | 689               |
| Barbusi                          |                    | 240                |                   |
| Medau Fenu - Flumentepido        |                    | 109                |                   |

Questa è l'evoluzione demografica della località di Serbariu, che dal 1937 fu soppresso come comune autonomo e aggregato con le sue frazioni al nuovo comune di Carbonia, nei vari censimenti secondo i seguenti anni: 
| Abitanti | 1861  | 1871  | 1881  | 1901  | 1911  | 1921  | 1931  | 1936  | 1951                                                      | 1961                                                      | 1971                                                      | 1981                                                      | 1991                                                      | 2001                                                      | 2011                                                      |
| -------- | ----- | ----- | ----- | ----- | ----- | ----- | ----- | ----- | --------------------------------------------------------- | --------------------------------------------------------- | --------------------------------------------------------- | --------------------------------------------------------- | --------------------------------------------------------- | --------------------------------------------------------- | --------------------------------------------------------- |
| Paese    |       |       | 1.127 | 672   |       | 818   | 1.278 | 427   | 485                                                       | 494                                                       | 516                                                       | 476                                                       | 456                                                       |                                                           |                                                           |
| Comune   | 1.457 | 1.544 | 1.690 | 1.739 | 1.711 | 2.337 | 2.666 | 2.814 | Comune soppresso e assorbito da quello di Carbonia (1937) | Comune soppresso e assorbito da quello di Carbonia (1937) | Comune soppresso e assorbito da quello di Carbonia (1937) | Comune soppresso e assorbito da quello di Carbonia (1937) | Comune soppresso e assorbito da quello di Carbonia (1937) | Comune soppresso e assorbito da quello di Carbonia (1937) | Comune soppresso e assorbito da quello di Carbonia (1937) |